# توني كورتيس (شاعر بريطاني)
توني كورتيس (بالإنجليزية: Tony Curtis)‏ هو كاتب وشاعر بريطاني، ولد في 1946 في كارماذن ‏ في المملكة المتحدة.